# Renault F1 Team

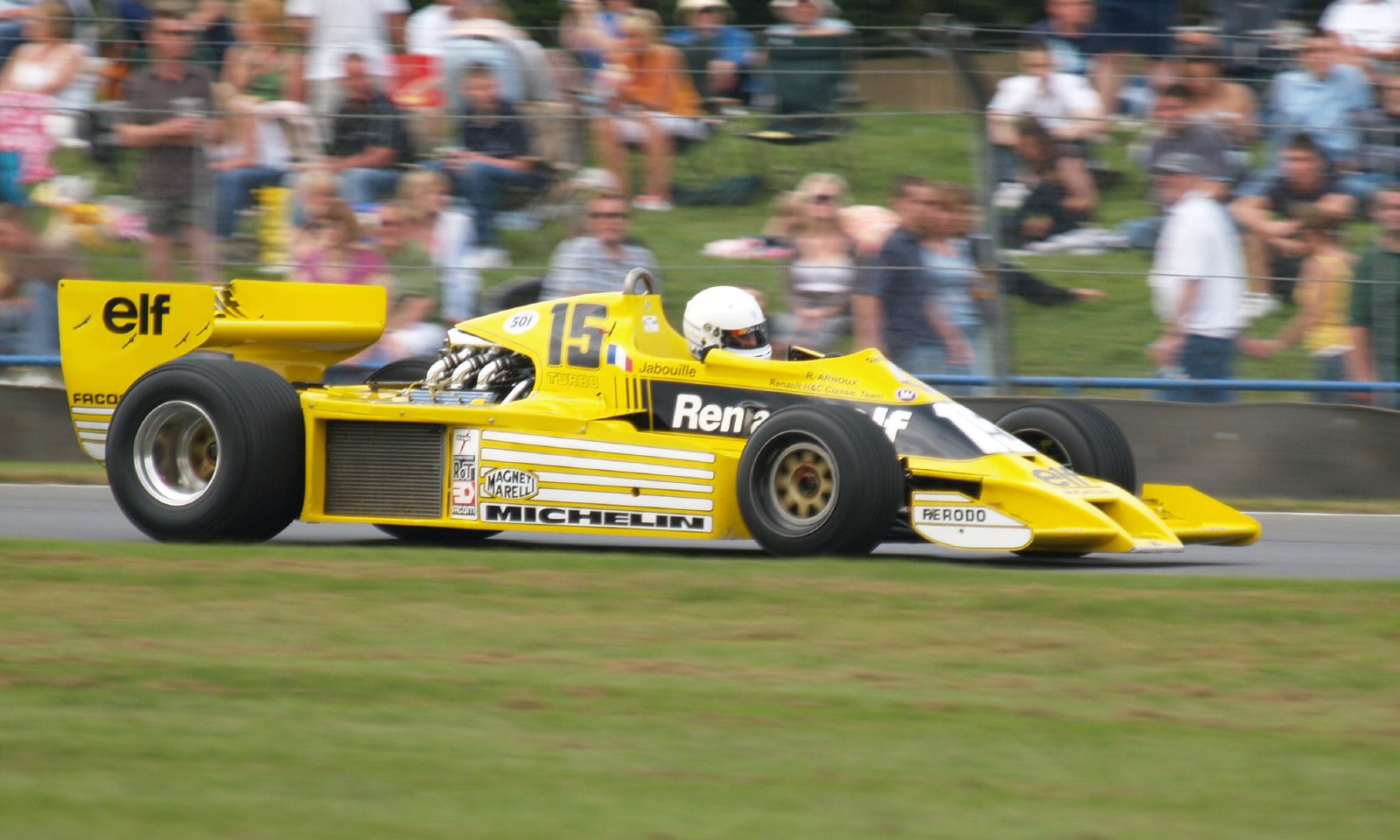
RS01, el primer monoplaça de Renault a la Formula1 el 1977

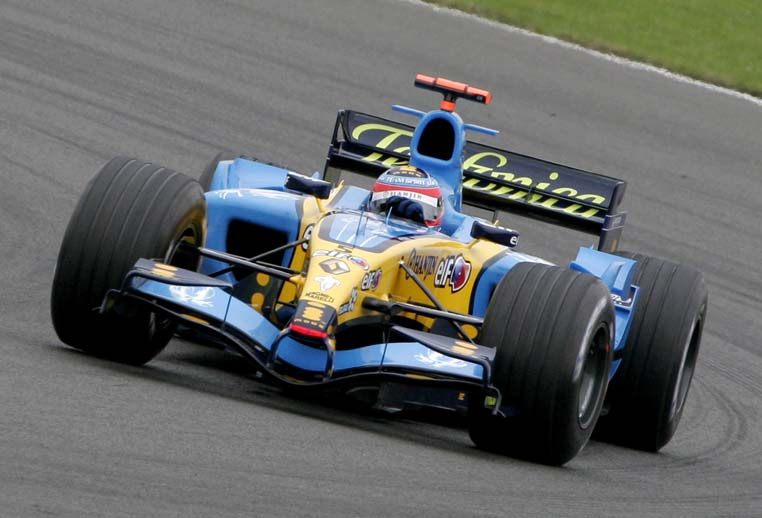
R25, el monoplaça amb el que van guanyar el seu primer títol mundial el 2005

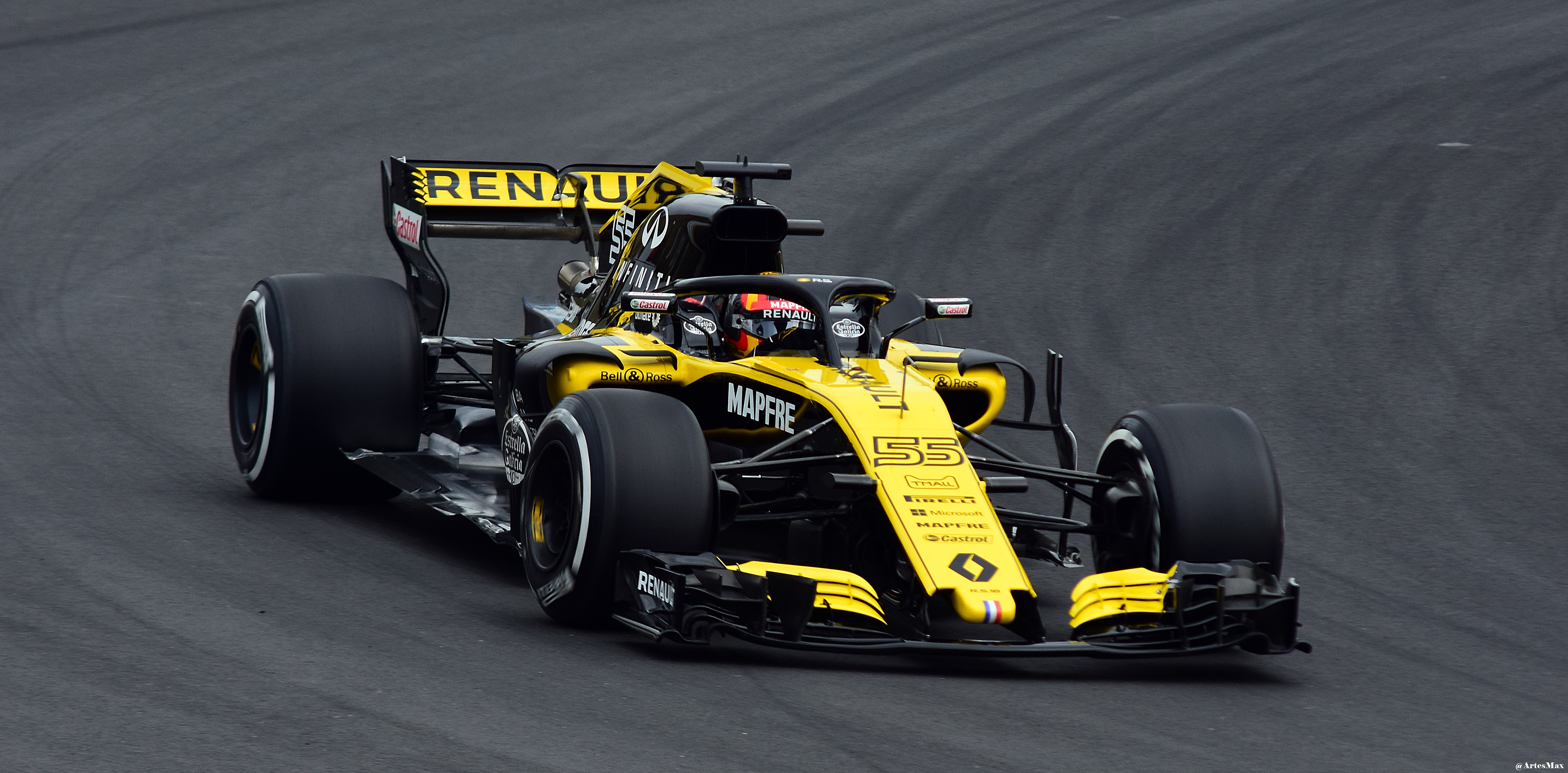
Renault en la Temporada 2018.

Renault F1 Team és el nom de l'escuderia de Fórmula 1 del fabricant de cotxes Renault. Va tenir la seu en la seva primera etapa (1977–1985) a Viry-Châtillon, París, France i en la seva segona etapa (2002-2011) i la tercera (2016-) a Enstone, Oxfordshire, Regne Unit.

## Història

### Equipe Renault Elf (1977 - 1985)
Renault va competir des de 1977 fins a 1985. En la primera etapa va aconseguir un subcampionat el 1983 com a millor resultat.

### Renault F1 Team (2002 - 2011)
Després d'uns anys apartat de la Formula1 va tornar a la competició amb l'adquisició l'any 2002 de l'equip Benetton al qual ja venien subministrant motors des del 1995. Fins que el 2010 que va vendre l'equip a Lotus F1 Team, al qual va seguir subministrant motors. El major èxit de l'escuderia van arribar els anys 2005 i 2006 amb els dos títols mundials de constructors i els de pilot amb Fernando Alonso.
L'any 2008 Favio Briatore va fer que l'equip guanyes una cursa gràcies a un accident organitzat on va participar Nelson Piquet JR i que va fer que Fernando Alonso guanyes el gran premi de Singapur. Que la F.I.A. no va detectar fins a l'any 2009.

### Renault amb Lotus (2011 - 2015)
La temporada 2010 Renault va vendre el 75% de l'equip que va passar a anomenarse Lotus Renault GP que va competir utilitzant els colors que ja van lluir en l'aliança que van tenir entre 1983 i 1986 quan Renault subministraba motors a Team Lotus. El 2011 va vendre el 25% restant donant lloc a Lotus F1 Team que va seguir competint amb motors Renault excepte el 2015.

### Renault Sport Formula One Team (2016 - 2020)
Al final de la temporada 2015, Renault recompra l'equip després d'adquirir els drets sobre a Lotus i retorna a Fórmula 1 amb el nom de Renault Sport i seu millor resultat fou el quart lloc en la Temporada 2018.

### Renault com a proveidor de motors
- Lotus F1 Team: (1983-1986) i (2012-2014)
- Equipe Ligier: (1984-1986) i (1992-1994)
- Tyrrell Racing: (1985-1986)
- Williams F1 Team: (1989-1999) i (2012-2013)
- Benetton Formula: (1995-2001)
- Infiniti Red Bull Racing: (2007-2018)
- Caterham F1 Team: (2011-2014)
- Scuderia Toro Rosso: (2014-2015)
- McLaren F1 Team: (2018-2020)

### Resultats al final de la temporada2019
- Campió del món de constructors el 1992, 1993, 1994, 1996 i 1997 amb l'equip Williams F1 Team
- Campió del món de constructors el 1995 amb l'equip Benetton Formula
- Campió del món de constructors el 2010, 2011, 2012 i 2013 amb l'equip Infiniti Red Bull Racing
- Campió del món de pilots el 1992, 1993, 1996 i 1997 amb l'equip Williams F1 Team
- Campió del món de pilots el 1994 i 1995 amb l'equip Benetton Formula
- Campió del món de pilots el 2010, 2011, 2012 i 2013 amb l'equip Infiniti Red Bull Racing

## A la F1
- Debut: Gran Premi de Gran Bretanya del 1977

Resultats al final de la temporada 2019
- Curses disputades: 383
- Victòries: 35
- Pole positions: 51
- Voltes ràpides: 31
- Campionats del món de pilots: 2 (2005 i 2006)
- Campionats del món de constructors: 2 (2005 i 2006)

## Resultats
| Any                                                  | Nom                                 | Cotxe      | Motor                               | Pneumátics | Combustible | No.         | Conductors                                        | Punts   | WCC     |
| ---------------------------------------------------- | ----------------------------------- | ---------- | ----------------------------------- | ---------- | ----------- | ----------- | ------------------------------------------------- | ------- | ------- |
| 1977                                                 | Équipe Renault Elf                  | RS01       | Renault EF1 1.5 V6 t                | M          | Elf         | 15.         | Jean-Pierre Jabouille                             | 0       | NC      |
| 1978                                                 | Équipe Renault Elf                  | RS01       | Renault EF1 1.5 V6 t                | M          | Elf         | 15.         | Jean-Pierre Jabouille                             | 3       | 12      |
| 1979                                                 | Équipe Renault Elf                  | RS01 RS10  | Renault EF1 1.5 V6 t                | M          | Elf         | 15. 16.     | Jean-Pierre Jabouille René Arnoux                 | 26      | 6       |
| 1980                                                 | Équipe Renault Elf                  | RE20       | Renault EF1 1.5 V6 t                | M          | Elf         | 15. 16.     | Jean-Pierre Jabouille René Arnoux                 | 38      | 4       |
| 1981                                                 | Équipe Renault Elf                  | RE20B RE30 | Renault EF1 1.5 V6 t                | M          | Elf         | 15. 16.     | Alain Prost René Arnoux                           | 54      | 3       |
| 1982                                                 | Équipe Renault Elf                  | RE30B      | Renault EF1 1.5 V6 t                | M          | Elf         | 15. 16.     | Alain Prost René Arnoux                           | 62      | 3       |
| 1983                                                 | Équipe Renault Elf                  | RE30C RE40 | Renault EF1 1.5 V6 t                | M          | Elf         | 15. 16.     | Alain Prost Eddie Cheever                         | 79      | 2       |
| 1984                                                 | Équipe Renault Elf                  | RE50       | Renault EF4 1.5 V6 t                | M          | Elf         | 15. 16. 33. | Patrick Tambay Derek Warwick Philippe Streiff     | 34      | 5       |
| 1985                                                 | Équipe Renault Elf                  | RE60 RE60B | Renault EF4B 1.5 V6 t EF15 1.5 V6 t | G          | Elf         | 14. 15. 16. | François Hesnault Patrick Tambay Derek Warwick    | 16      | 7       |
| 1986 – 2001: Renault no competeix com a constructor. |                                     |            |                                     |            |             |             |                                                   |         |         |
| 2002                                                 | Mild Seven Renault F1 Team          | R202       | Renault RS22 3.0 V10                | M          | Elf         | 14. 15.     | Jarno Trulli Jenson Button                        | 23      | 4       |
| 2003                                                 | Mild Seven Renault F1 Team          | R23 R23B   | Renault RS23 3.0 V10                | M          | Elf         | 7. 8.       | Jarno Trulli Fernando Alonso                      | 88      | 4       |
| 2004                                                 | Mild Seven Renault F1 Team          | R24        | Renault RS24 3.0 V10                | M          | Elf         | 7. 8.       | Jarno Trulli Jacques Villeneuve Fernando Alonso   | 105     | 3       |
| 2005                                                 | Mild Seven Renault F1 Team          | R25        | Renault RS25 3.0 V10                | M          | Elf         | 5. 6.       | Fernando Alonso Giancarlo Fisichella              | 191     | 1       |
| 2006                                                 | Mild Seven Renault F1 Team          | R26        | Renault RS26 2.4 V8                 | M          | Elf         | 1. 2.       | Fernando Alonso Giancarlo Fisichella              | 206     | 1       |
| 2007                                                 | ING Renault F1 Team                 | R27        | Renault RS27 2.4 V8                 | B          | Elf         | 3. 4.       | Giancarlo Fisichella Heikki Kovalainen            | 51      | 3       |
| 2008                                                 | ING Renault F1 Team                 | R28        | Renault RS27 2.4 V8                 | B          | Elf         | 5. 6.       | Fernando Alonso Nelson Piquet Jr.                 | 80      | 4       |
| 2009                                                 | ING Renault F1 Team Renault F1 Team | R29        | Renault RS27 2.4 V8                 | B          | Total       | 7. 8.       | Fernando Alonso Nelson Piquet Jr. Romain Grosjean | 26      | 8       |
| 2010                                                 | Renault F1 Team                     | R30        | Renault RS27-2010 2.4 V8            | B          | Total       | 11. 12.     | Robert Kubica Vitaly Petrov                       | 163     | 5       |
| 2011                                                 | Lotus Renault GP                    | R31        | Renault RS27-2011 2.4 V8            | P          | Total       | 9. 10.      | Nick Heidfeld Bruno Senna Vitaly Petrov           | 73      | 5       |
| 2012 – 2015: Renault no competeix com a constructor. |                                     |            |                                     |            |             |             |                                                   |         |         |
| 2016                                                 | Renault Sport F1 Team               | R.S.16     | Renault R.E.16 1.6 V6 t             | P          | Total       | 20. 30.     | Kevin Magnussen Jolyon Palmer                     | 8       | 9       |
| 2017                                                 | Renault Sport F1 Team               | R.S.17     | Renault R.E.17 1.6 V6 t             | P          | BP          | 27. 30. 55. | Nico Hülkenberg Jolyon Palmer Carlos Sainz Jr.    | 57      | 6       |
| 2018                                                 | Renault Sport F1 Team               | R.S.18     | Renault R.E.18 1.6 V6 t             | P          | BP          | 27. 55.     | Nico Hülkenberg Carlos Sainz Jr.                  | 122     | 4       |
| 2019                                                 | Renault F1 Team                     | R.S.19     | Renault E-Tech 19 1.6 V6 t          | P          | BP          | 3. 27.      | Daniel Ricciardo Nico Hülkenberg                  | 91      | 5       |
| 2020                                                 | Renault F1 Team                     | R.S.20     | Renault indefinit V6 t              | P          | BP          | 3. 31.      | Daniel Ricciardo Esteban Ocon                     | En curs | En curs |